# Friedrich Wilhelm Ruppert
Friedrich Wilhelm Ruppert (Frankenthal, 2 februari 1905 - Landsberg am Lech, 29 mei 1946) was een SS'er die verantwoordelijk was voor de uitvoering van executies in concentratiekamp Dachau. Onder andere was hij verantwoordelijk voor de executies van Britse agenten van de SOE en ook van Noor Inayat Khan, Madeleine Damerment, Eliane Plewman en Yolande Beekman.

## Leven
Vanaf 11 april 1933 werd Ruppert een bewaker van het concentratiekamp van Dachau en werkte er als elektricien. Op 18 september 1942 werd hij getransfereerd naar het concentratiekamp van Majdanek in Lublin. Daar werd hij technisch directeur van de administratieve dienst van het kamp. Ruppert was in november 1943 getuigen van Aktion Erntefest in Majdanek, de massamoord van 43 000 joden.
In mei 1944 was Ruppert warenhuisverantwoordelijke in het concentratiekamp van Warschau tot aan de evacuatie van het kamp. Hij ging daarna terug naar het concentratiekamp van Dachau op 6 augustus 1944 en diende onder kampcommandant Eduard Weiter. Ruppert was verantwoordelijk voor de operatie van het kamp. Hij werd op 23 april 1945 vervangen door Max Schobert.
Ruppert vergezelde de gevangenen tijdens de dodenmars in april 1945. De mars ging over Pasing, Wolfrathausen, Bad Tölz naar de Tegernsee en eindigde op 30 april. Kort daarna werd hij door Amerikaanse soldaten gearresteerd.

## Oorlogsmisdaden
Ruppert werd berecht voor oorlogsmisdaden na de oorlog. Op 29 mei 1946 werd hij veroordeeld tot de galg.

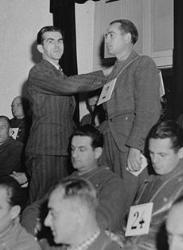
Voormalig kampgevangene Michael Pellis identificeert Wilhelm Ruppert als verantwoordelijke voor de selecties in Dachau.

## Militaire loopbaan
- SS-Rottenführer:[1]
- SS-Untersturmführer: 30 januari 1942[2]
- SS-Obersturmführer: 11 september 1943[2]

## Registratienummers
- NSDAP-nr.: 414 280[2](lid geworden 1 januari 1933)
- SS-nr.: 7282[2](lid geworden 14 april 1933)